# Bnei Brak
Bnei Brak (héberül: בני ברק  kiejtés arabul: بني براك Bani Barak) város Izrael tengermenti területén, Tel-Avivtól keletre. A város az ultraortodox zsidóság fellegvára, ugyanakkor az ország legsűrűbben lakott és legszegényebb városainak egyike.

## Története
Először a Bibliában, Józsué könyvében említik, Beneberak néven, mint az ősi Júdea városa. A jelenkori települést az ókori elődjétől kb. 4 km távolságra alapította meg Jichák Gersztenkorn (héberül: יצחק גרשטנקורן) vezetésével egy csoportnyi lengyel haszidista zsidó 1924-ben.
Alapítói eredetileg mezőgazdasági központnak szánták, azonban a kevés földterület miatt sok lakos szakmát váltott, és Bnei Brak városi jelleget kezdett el felvenni. A település első vallási vezetője Árje Mordekáj Rabinovic (héberül: אריה מרדכי רבינוביץ), Kurów hajdani rabbija volt.
Palesztina 1931-es népszámlálásakor 255 házból állt, lakossága 956 fő volt, ekkor valamennyi lakosa zsidó volt.
A települést 1950-ben emelték városi rangra.